# Comorenlijster
De Comorenlijster (Turdus bewsheri) is een zangvogel uit de familie lijsters (Turdidae).

## Verspreiding en leefgebied
Deze soort komt voor op de Comoren en telt drie ondersoorten:
- T. b. comorensis: Grande Comore.
- T. b. moheliensis: Mohéli.
- T. b. bewsheri: Anjouan.